# Serbia Open 2021 - Qualificazioni singolare maschile
Le qualificazioni del singolare maschile del Serbia Open 2021 sono un torneo di tennis preliminare per accedere alla fase finale della manifestazione. I vincitori dell'ultimo turno sono entrati di diritto nel tabellone principale. In caso di ritiro di uno o più giocatori aventi diritto a questi sono subentrati i lucky loser, ossia i giocatori che hanno perso nell'ultimo turno ma che avevano una classifica più alta rispetto agli altri partecipanti che avevano comunque perso nel turno finale.

## Teste di serie
1. Gianluca Mager (qualificato)
2. Facundo Bagnis (qualificato)
3. Roberto Carballés Baena (ultimo turno)
4. João Sousa (ultimo turno)

1. Yūichi Sugita (primo turno)
2. Daniel Elahi Galán (primo turno)
3. Francisco Cerúndolo (qualificato)
4. Tarō Daniel (ultimo turno)

## Qualificati
1. Gianluca Mager
2. Facundo Bagnis

1. Francisco Cerúndolo
2. Arthur Rinderknech

## Tabellone

### Legenda
| - Q = Qualificato - WC = Wild card - LL = Lucky loser | - ALT = Alternate - SE = Special Exempt - PR = Protected Ranking | - w/o = Walkover - r = Ritirato - d = Squalificato |

### Sezione 1
|  | Primo turno | Primo turno       | Primo turno       | Primo turno | Primo turno |  |  | Ultimo turno | Ultimo turno   | Ultimo turno | Ultimo turno | Ultimo turno |  |
|  |             |                   |                   |             |             |  |  |              |                |              |              |              |  |
|  | 1           | Gianluca Mager    | 4                 | 7           | 6           |  |  |              |                |              |              |              |  |
|  |             | Benjamin Bonzi    | 6                 | 6(1)        | 3           |  |  | 1            | Gianluca Mager | 6            | 4            | 6            |  |
|  | WC          | Marko Miladinović | Marko Miladinović | 1           | 2           |  |  | 8            | Tarō Daniel    | 1            | 6            | 4            |  |
|  | 8           | Tarō Daniel       | Tarō Daniel       | 6           | 6           |  |  |              |                |              |              |              |  |

### Sezione 2
|  | Primo turno | Primo turno        | Primo turno        | Primo turno | Primo turno |  |  | Ultimo turno | Ultimo turno    | Ultimo turno    | Ultimo turno | Ultimo turno |  |
|  |             |                    |                    |             |             |  |  |              |                 |                 |              |              |  |
|  | 2           | Facundo Bagnis     | Facundo Bagnis     | 6           | 6           |  |  |              |                 |                 |              |              |  |
|  |             | Evgenij Donskoj    | Evgenij Donskoj    | 3           | 2           |  |  | 2            | Facundo Bagnis  | Facundo Bagnis  | 6            | 6            |  |
|  | WC          | Hamad Međedović    | Hamad Međedović    | 7           | 7           |  |  | WC           | Hamad Međedović | Hamad Međedović | 4            | 2            |  |
|  | 6           | Daniel Elahi Galán | Daniel Elahi Galán | 64          | 65          |  |  |              |                 |                 |              |              |  |

### Sezione 3
|  | Primo turno | Primo turno             | Primo turno         | Primo turno | Primo turno |  |  | Ultimo turno | Ultimo turno            | Ultimo turno            | Ultimo turno | Ultimo turno |  |
|  |             |                         |                     |             |             |  |  |              |                         |                         |              |              |  |
|  | 3           | Roberto Carballés Baena | 7                   | 2           |             |  |  |              |                         |                         |              |              |  |
|  |             | Damir Džumhur           | 62                  | 6           | r           |  |  | 3            | Roberto Carballés Baena | Roberto Carballés Baena | 6            | 4            |  |
|  |             | Jozef Kovalík           | Jozef Kovalík       | 5           | 4           |  |  | 7            | Francisco Cerúndolo     | Francisco Cerúndolo     | 7            | 6            |  |
|  | 7           | Francisco Cerúndolo     | Francisco Cerúndolo | 7           | 6           |  |  |              |                         |                         |              |              |  |

### Sezione 4
|  | Primo turno | Primo turno        | Primo turno        | Primo turno | Primo turno |  |  | Ultimo turno | Ultimo turno       | Ultimo turno       | Ultimo turno | Ultimo turno |  |
|  |             |                    |                    |             |             |  |  |              |                    |                    |              |              |  |
|  | 4           | João Sousa         | João Sousa         | 6           | 6           |  |  |              |                    |                    |              |              |  |
|  |             | Brandon Nakashima  | Brandon Nakashima  | 3           | 3           |  |  | 4            | João Sousa         | João Sousa         | 5            | 4            |  |
|  |             | Arthur Rinderknech | Arthur Rinderknech | 6           | 6           |  |  |              | Arthur Rinderknech | Arthur Rinderknech | 7            | 6            |  |
|  | 5           | Yūichi Sugita      | Yūichi Sugita      | 1           | 2           |  |  |              |                    |                    |              |              |  |